# Aeonium lindleyi
Aeonium lindleyi är en fetbladsväxtart. Aeonium lindleyi ingår i släktet Aeonium och familjen fetbladsväxter.

## Underarter
Arten delas in i följande underarter:
- A. l. lindleyi
- A. l. viscatum

## Bildgalleri

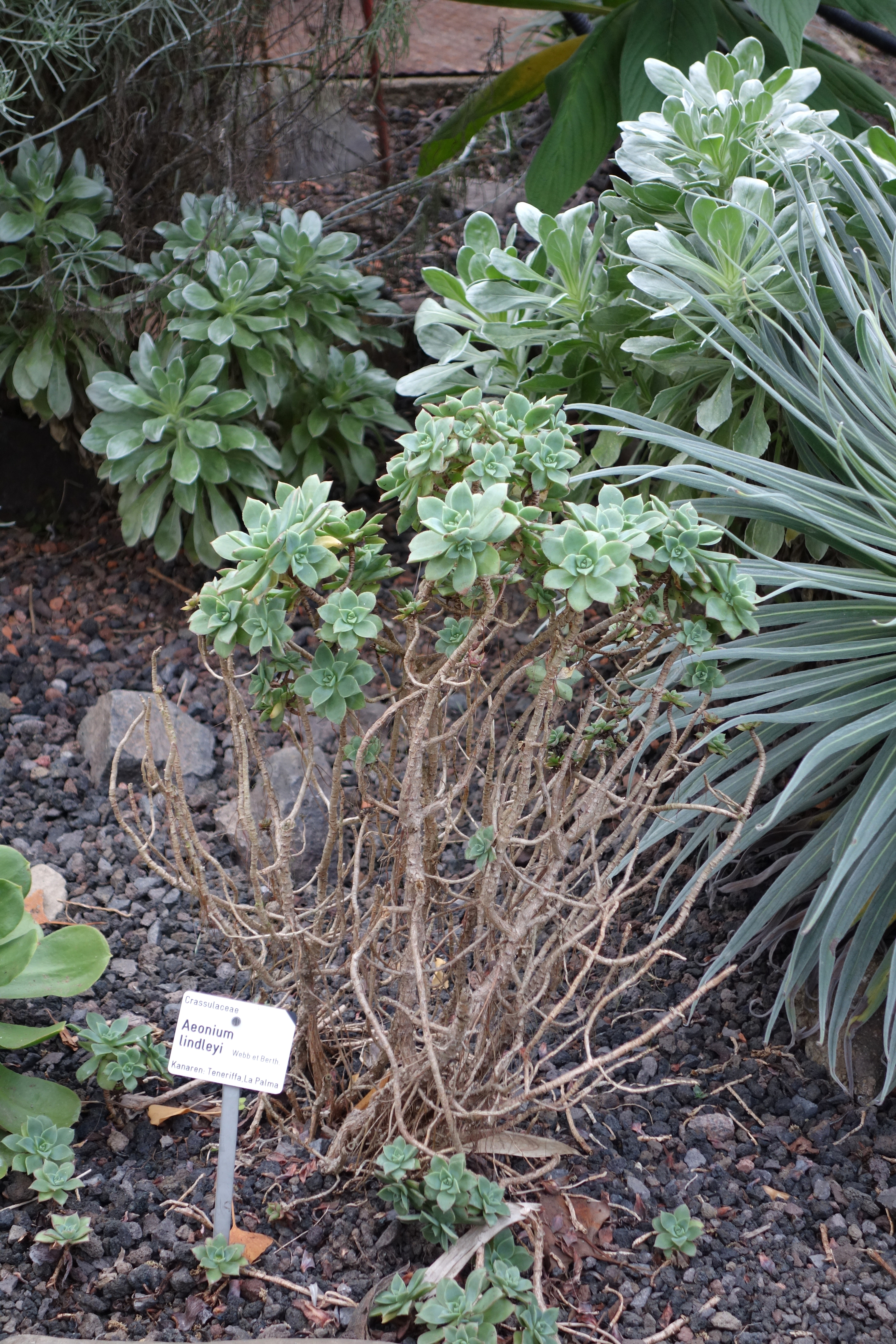
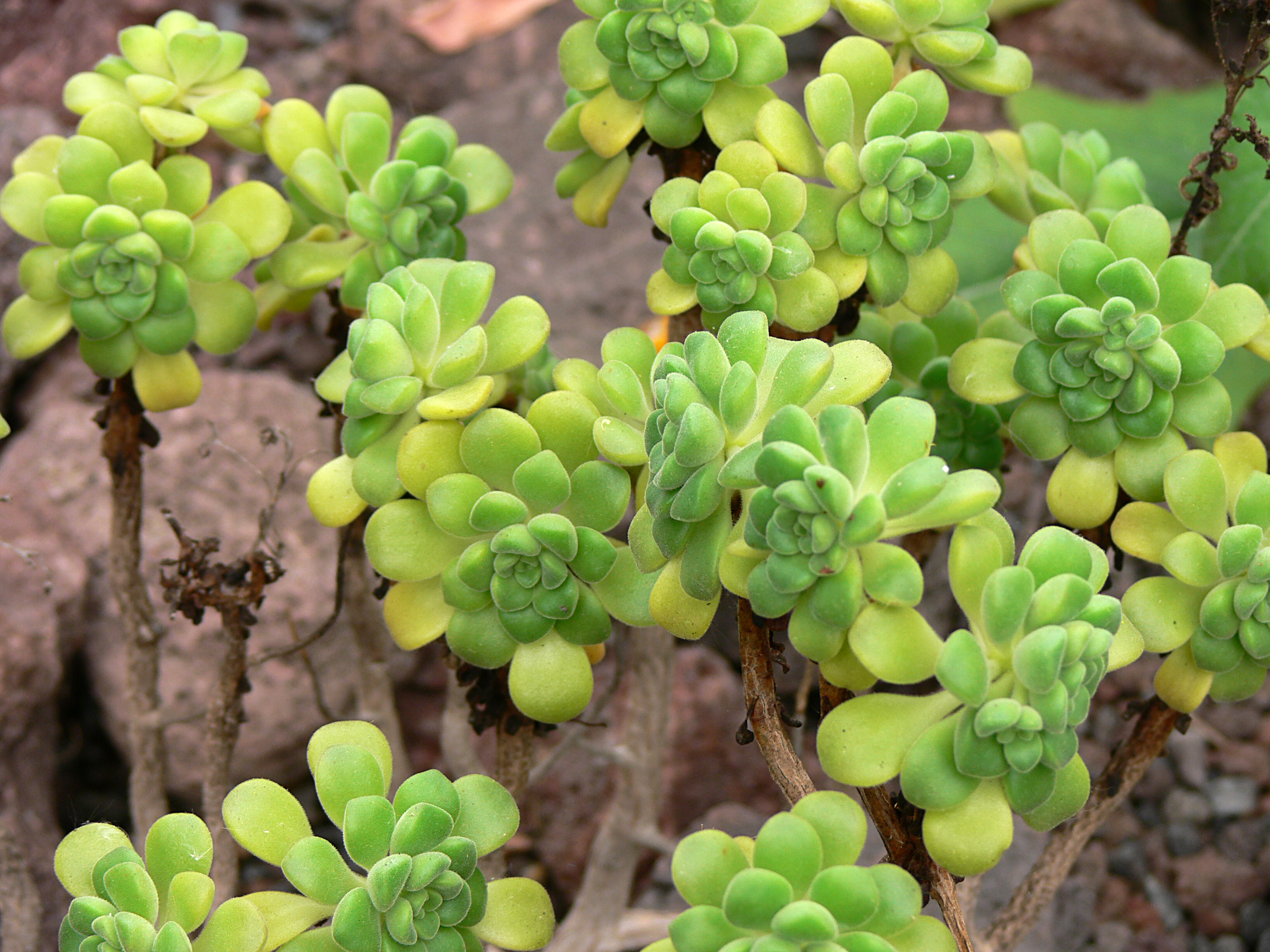
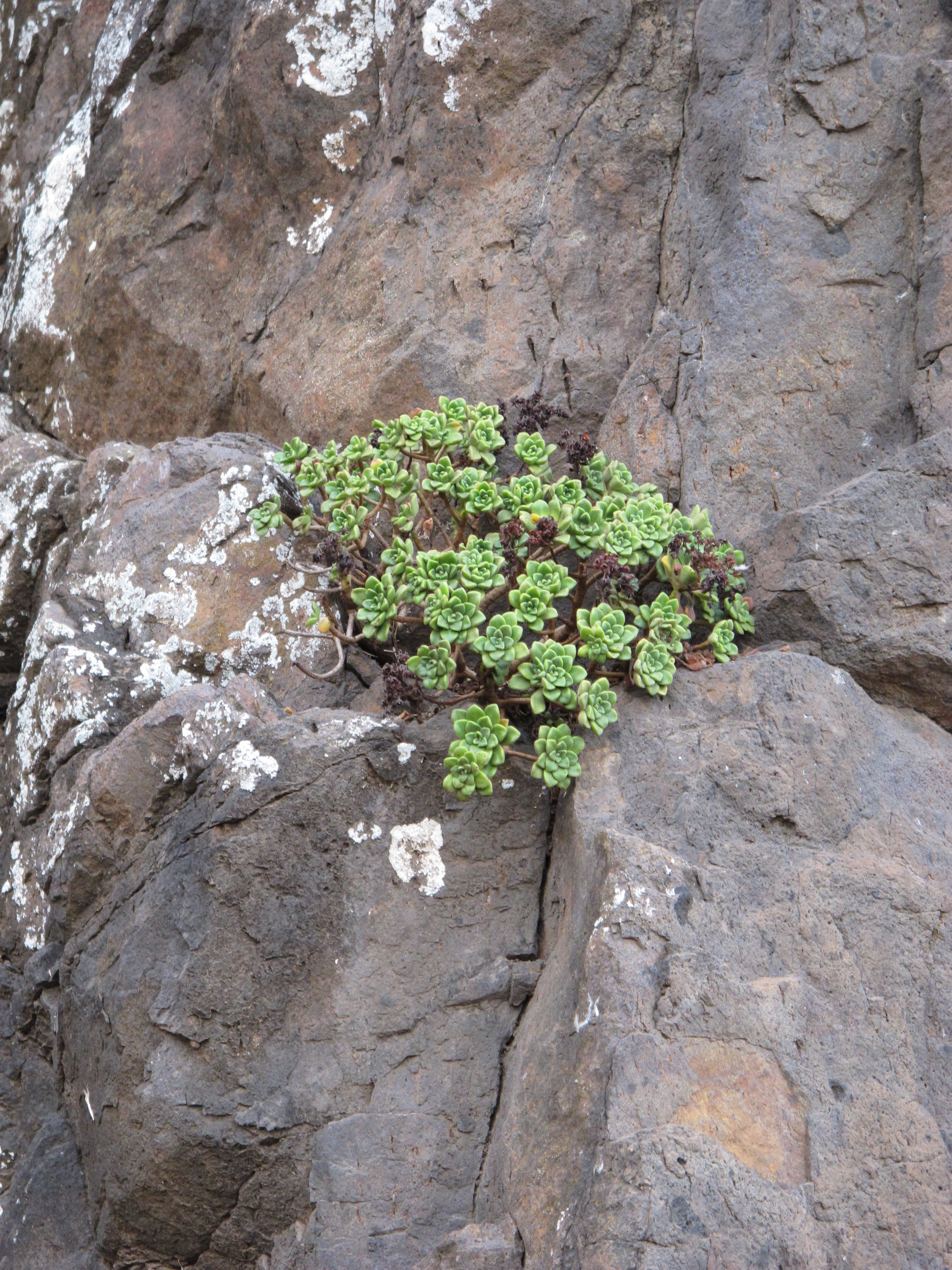
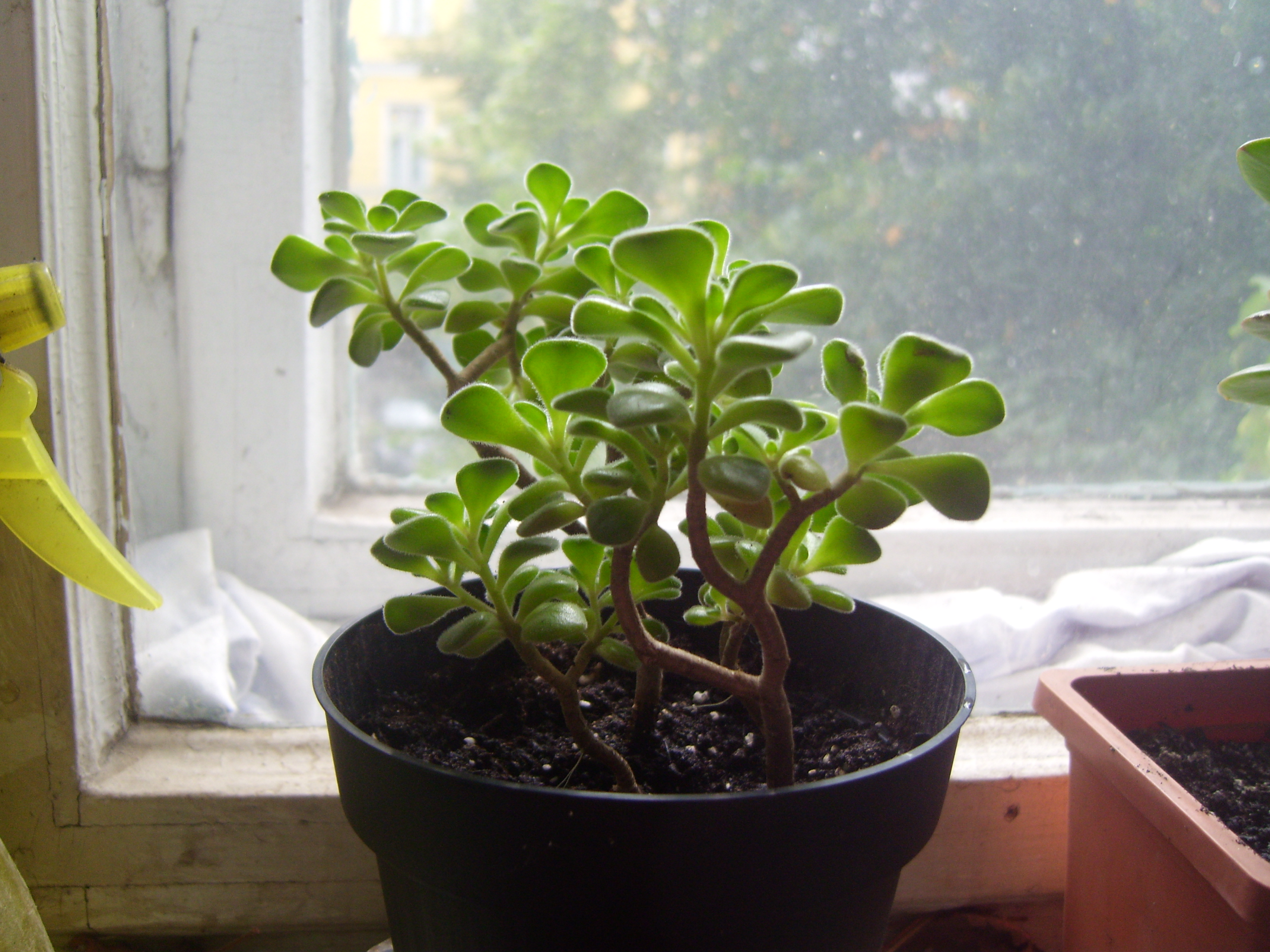
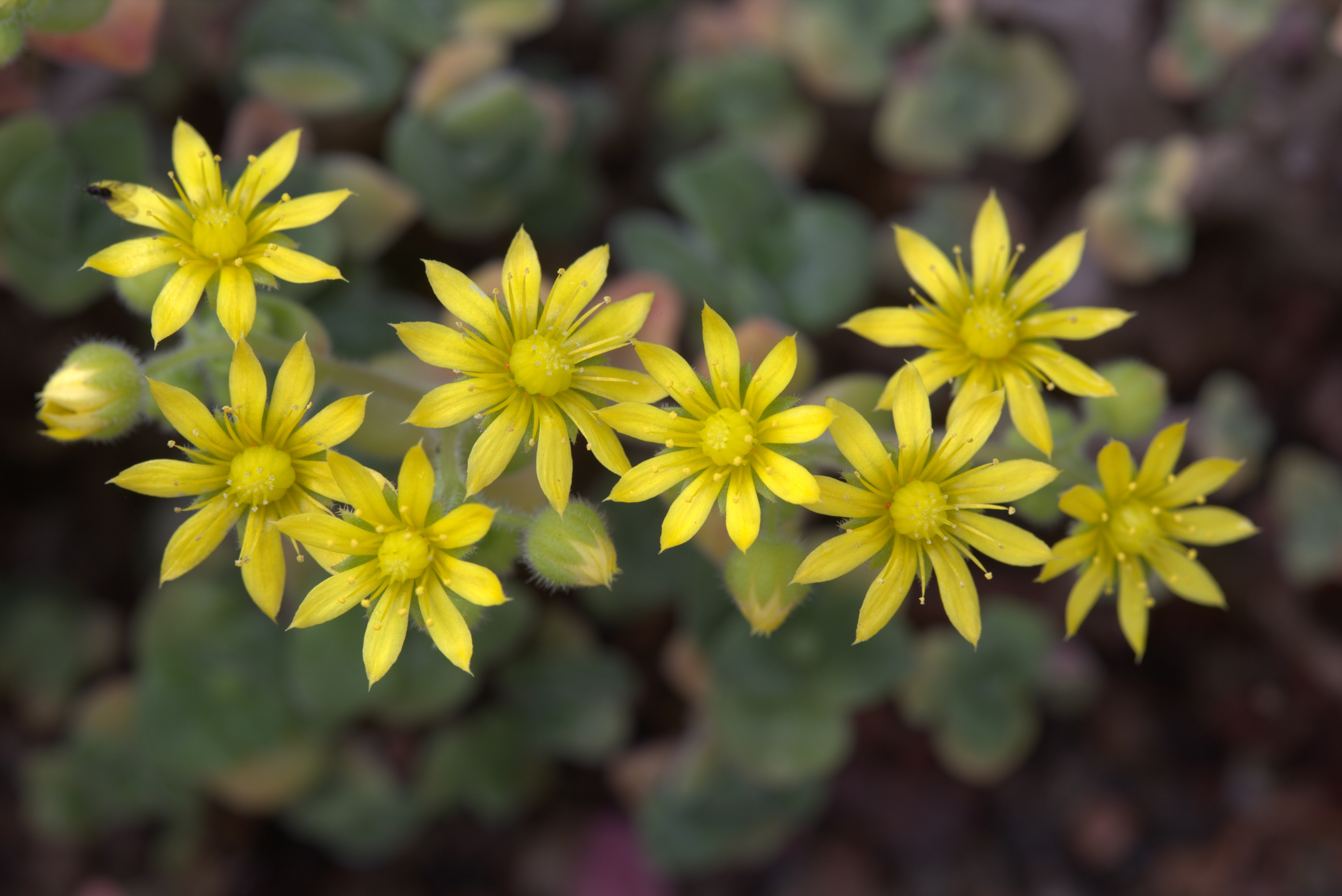
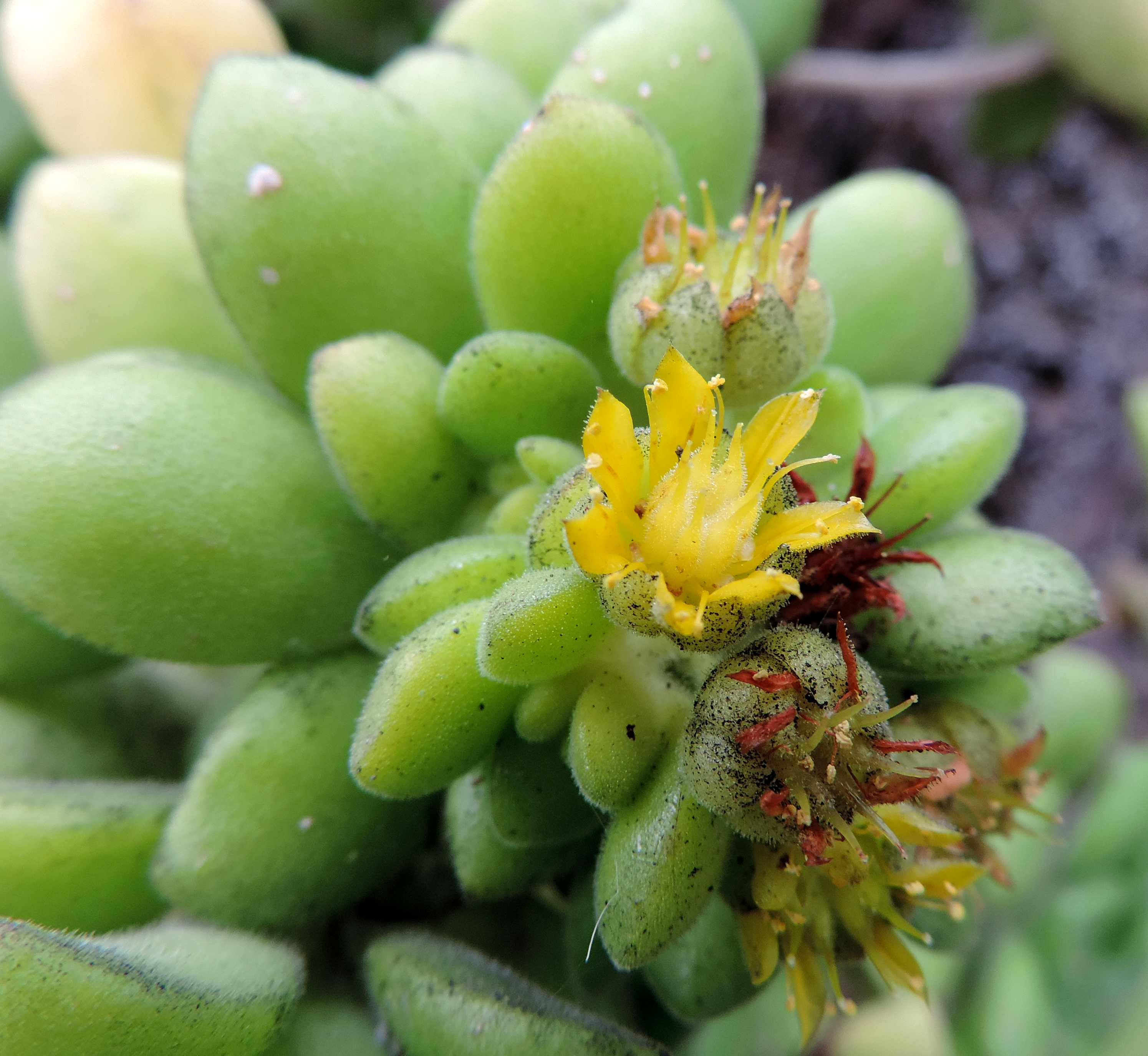